# جون ديكرسون (مدرب خيول)
جون ديكرسون (بالإنجليزية: John Dickerson)‏ هو مدرب خيول أمريكي، ولد في 1863، وتوفي في 30 أغسطس 1944.